# Thomas Lombard
Pour les articles homonymes, voir Lombard.
Pas d'image ? Cliquez ici

a Compétitions nationales et continentales officielles uniquement.

b Matchs officiels uniquement.
Dernière mise à jour le 24 février 2020.
Thomas Lombard, né le 5 juin 1975 au Chesnay, est un joueur international et dirigeant français de rugby à XV. Il évolue au poste de centre ou d'ailier.
Il est directeur général du Stade français Paris depuis le 4 novembre 2019 et vice-président de la Ligue nationale de rugby de 2021 à 2025.
Il est consultant pour RMC et Canal+ de 2007 à 2019 puis pour TF1 depuis 2023.

## Carrière

### En club
Fils unique, il devient rugbyman comme son père. Après avoir joué au club du Chesnay entrainé par Louis Robert, il évolue au rugby club de Versailles puis au Racing club de France. Loin de la fameuse époque du Showbizz avec Franck Mesnel ou Jean-Baptiste Lafond champion de France 1990, Thomas Lombard se doit de quitter le Racing en déclin.
En 1997, il rejoint alors le club voisin le Stade français Paris qui est en construction par le mécène Max Guazzini entraîné par Bernard Laporte et emmenés par des joueurs emblématiques du championnat de France. Dès sa première saison au Stade français, il est champion de France mais ne joue pas la finale contre l’USAP Perpignan pour cause de blessures, malheureux aussi pour le second titre de champion en 2000 face à Colomiers. Il gagnera avec le Stade français un troisième titre en 2003 et un quatrième en 2004. Le 19 mai 2001, il est titulaire en finale de la Coupe d'Europe au Parc des Princes à Paris face au Leicester Tigers mais les Anglais s'imposent 34 à 30 face aux Parisiens.
En 2004, après sept ans au Stade français, il rejoint l'équipe Worcester dans le championnat anglais, il y passera trois saisons.
En 2007, il retourne dans son club de cœur, le Racing club de France devenu depuis Racing Métro 92 évoluant en Pro D2 mais avec de grandes ambitions. Mais perd la finale 2008 contre Stade montois (Mont-de-Marsan), qui empêche le Racing de monter en Top 14.
Le 28 juin 2008 à l'issue de la saison 2007-2008, il annonce sur l'antenne de RMC, l'arrêt de sa carrière pour cause de malformation cardiaque.

### Carrière internationale
Avec les Bleus, il a disputé son premier test match le 14 novembre 1998, contre l'équipe d'Argentine, son dernier test match fut contre l'équipe du Pays de Galles, le 17 mars 2001.

### Avec les Barbarians
En juin 1999, il participe à la tournée des Barbarians français en Argentine. Il est titulaire contre les Barbarians Sud-Américains à La Plata. Les Baa-Baas français s'imposent 45 à 28. En juin 2008, il est de nouveau invité avec les Barbarians français pour jouer un match contre le Canada à Victoria. Les Baa-Baas l'emportent 17 à 7.

## Palmarès

### En club
Avec le Racing club de France
- Championnat de France juniors Crabos :
  - Champion (1) : 1994

Avec le Stade français
- Championnat de France de première division :
  - Champion (4) : 1998, 2000, 2003 et 2004
- Coupe d'Europe :
  - Finaliste (1) : 2001
- Coupe de France :
  - Vainqueur (1) : 1999
  - Finaliste (1) : 1998

Avec Worcester
- Challenge européen
  - Finaliste (1) : 2008

- Bouclier européen
  - Finaliste (1) : 2005[6]

### En équipe de France
- 12 sélections.
- 1 essai (5 points).
- Sélections par année : 2 en 1998, 3 en 1999, 5 en 2000, 3 en 2001.

## Retraite sportive

### Consultant à la radio
En 2007, pour la Coupe du monde de rugby, il rejoint RMC où il est l'un des membres de la « Dream Team » avec Vincent Moscato, Serge Simon, Bernard Laporte, Richard Pool-Jones ou encore Denis Charvet. Après le mondial, il devient chroniqueur régulier dans divers émissions de la station (Moscato Show, Intégrale Sport...) et commentateur des matchs du XV de France.
Depuis septembre 2012, il intervient tous les week-ends aux Grandes Gueules du sport de 11 h à 13 h sur l'antenne de RMC. De janvier 2017 à juin 2018, il participe chaque lundi soir à l'émission Direct Rugby aux côtés de Christophe Cessieux et Sébastien Chabal.

### Consultant à la télévision
Parallèlement, Thomas Lombard est consultant pour Canal+ où il participe aux Spécialistes rugby et commente aussi les matchs du Top 14, de la Coupe d'Europe et du Super 14 pour les chaînes du Groupe Canal+.
Au début de la saison 2012-2013, il devient le commentateur numéro 1 de Canal+ en Top 14 à la place de Philippe Sella (qui quitte la chaîne cryptée pour entraîner le SU Agen). Il commente généralement les matchs avec Éric Bayle.
Il commente la coupe du monde 2015 en Angleterre toujours en tandem avec Éric Bayle. En 2016, il commente les matchs de rugby à sept des Jeux olympiques de Rio sur les chaînes du Groupe Canal+.
Il participe également aux émissions Canal Rugby Club et Late Rugby Club. Il quitte Canal+ en octobre 2019 pour devenir directeur général du Stade français.
Lors de la Coupe du monde de rugby 2023 organisée en France, il est consultant pour TF1 et commente des rencontres avec le journaliste Stefan Etcheverry. Etcheverry, journaliste de la rédaction de TF1 et LCI, est également un ancien joueur international autrichien de rugby à XV et commentateur de la discipline sur Canal+ dans les années 2000.
En 2024, TF1 choisit le duo qu'il compose avec Stefan Etcheverry pour commenter les trois rencontres du XV de France lors de la tournée d'automne diffusée sur la chaîne. Ils sont accompagnés par Christian Califano en bord de terrain et Isabelle Ithurburu pour présenter le magazine d'après-match.

#### Jeux vidéo
Thomas Lombard assure la version française des commentaires des jeux vidéo Rugby Challenge 2, Rugby 15, Rugby Challenge 3 et Rugby 18 avec Éric Bayle.

### Dirigeant sportif
En juin 2015, il entre aussi dans l'organigramme des Barbarians français chargé de mission communication. En 2016, il devient aussi le manager des Baa-Baas.
En mars 2018, il intervient en tant que coach mental auprès du Racing Club de Lens, seizième de Ligue 2, à deux points du barragiste Quevilly.
En 2018, Thomas Lombard intègre le comité consultatif du rugby francilien, organe consultatif de la Ligue régionale Île-de-France de rugby.
Le 17 octobre 2019, il est nommé directeur général de son ancien club, le Stade français Paris, par le président et propriétaire Hans-Peter Wild. Il commence sa mission à temps plein après la Coupe du monde de rugby à XV, le 4 novembre 2019.
De 2021 à 2025, il est membre du comité directeur de la Ligue nationale de rugby en qualité de représentant des clubs de Top 14. Il est alors nommé vice-président chargé du développement économique et de l'innovation. Il n'est pas réélu au sein du comité directeur en 2025,.

### Affaires
En 2017, il est condamné à 5 000 euros d'amende par le tribunal correctionnel de Versailles pour déclaration mensongère auprès de pôle emploi entre 2008 et 2010. Il lui était reproché d'avoir perçu de l'organisme la somme de 130.000 euros, alors qu'il percevait dans le même temps des revenus de consultant par le biais de sa société Wing Communication, qui facturait ses prestations à Canal+. Il était éligible à une allocation de retour à l'emploi à la fin de sa carrière sportive, mais son omission de signaler son rôle d'associé-gérant de sa société a conduit à un trop-perçu de 48.000 euros. La somme a depuis été remboursée et Lombard s'est défendu à l'audience en plaidant l'erreur de bonne foi. Le tribunal a en partie entendu le consultant, qui n'a pas été condamné pour escroquerie mais déclaration mensongère, un chef d'accusation moins grave.